# Before the Dawn (spectacle en résidence de Kate Bush)
Pour les articles homonymes, voir Before the Dawn.
Tournées par Kate Bush
The Tour of Life
Annoncé le 21 mars 2014, Before The Dawn est un spectacle en résidence qui a marqué le retour sur scène de la chanteuse britannique Kate Bush sous le nom du collectif The KT Fellowship, trente cinq ans après son unique tournée, The Tour of Life, en 1979. 
L'ensemble des représentations du spectacle a été un succès critique et commercial. 
Kate Bush a reçu le prix « Evening Standard Theatre Awards » pour le spectacle.

## Genèse
Après les succès de ses trois derniers albums, Kate Bush retrouva suffisamment de confiance en elle pour envisager une aventure où personne ne l'attendait. Elle caressa le projet de remonter sur scène. La chanteuse est sujette au trac et n'a jamais eu totalement confiance en sa maîtrise de la scène malgré le succès de The Tour of Life. Elle devra assumer le regard du public face à son âge, à sa prise de poids et devra aussi dépasser son angoisse de se produire en concert. C'est en mars 2013, à la suite de la réaction enthousiaste de son fils Bertie à qui elle demanda son avis, qu'elle trouva la motivation pour élaborer ce challenge.

## Aperçu

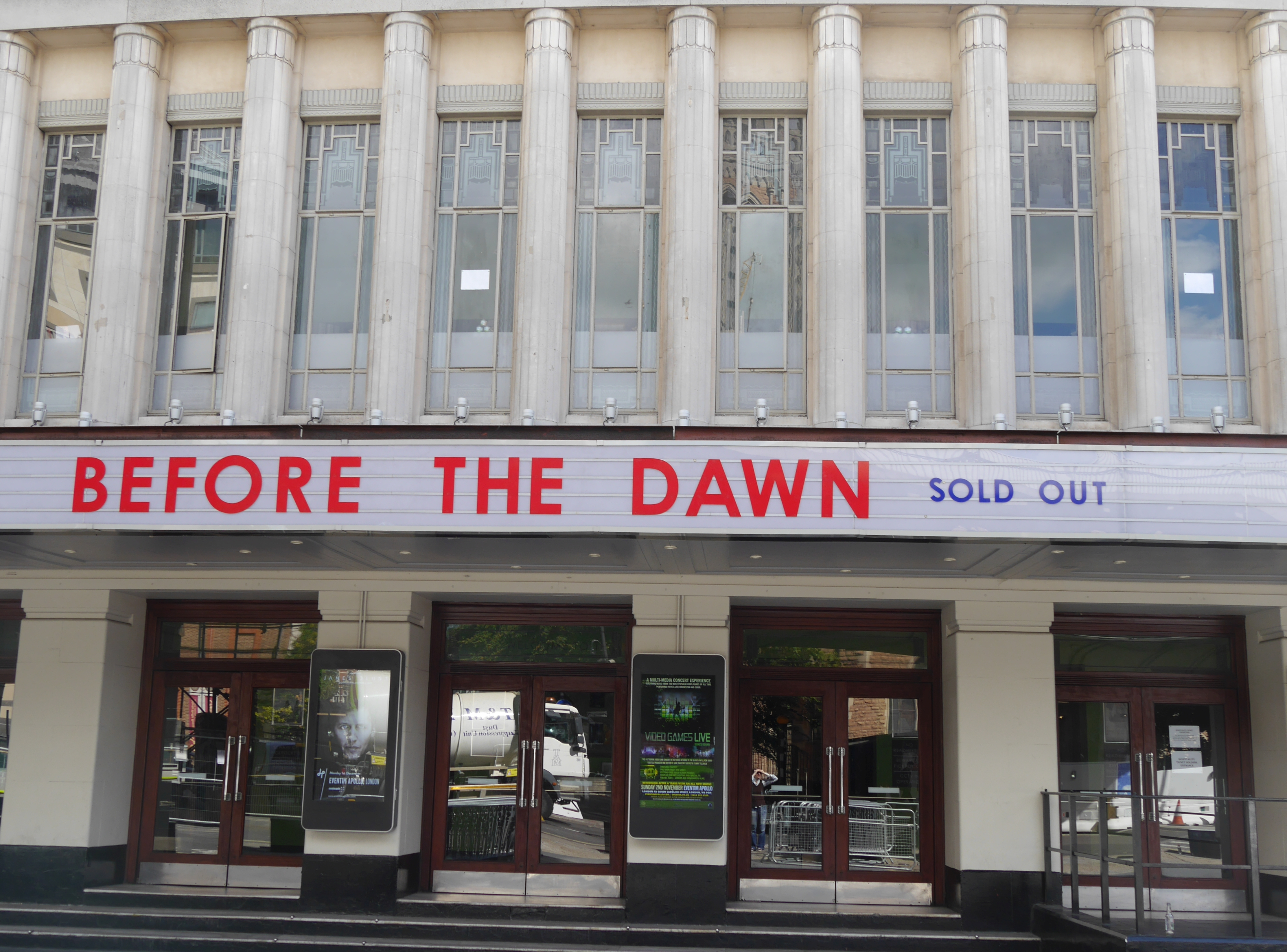
L'Hammersmith Apollo affichant complet

Quinze dates furent annoncées initialement. À partir du 26 mars 2014, des billets en prévente furent proposés en exclusivité aux seuls inscrits sur le site web de l'artiste. Les places s’arrachèrent. Sept dates supplémentaires furent ajoutées. La date officielle de l'ouverture des ventes, le 28 mars à 9h30 GMT, tous les autres billets, pour un total de 80 410 places furent mis à la vente. Lors du pic des connexions, 65 000 personnes furent en ligne au même moment et le centre d'appels Ticketmaster fut débordé. Au bout d'un quart d'heure, tout fut vendu. Les demandes ont largement dépassé les places disponibles. Toutes les représentations eurent lieu à l'Eventim Apollo de Londres (Royaume-Uni). Les fans affluèrent de différents pays du globe, principalement d'Europe, d'Amérique et d'Océanie. Se joignirent à eux des artistes de différentes générations tels que Adele,, Björk, Chrissie Hynde, Tracey Thorn, Lily Allen, John Grant, David Gilmour ou encore Anna Calvi pour ne citer qu'eux.
Before The Dawn fut une performance multimédia mêlant à la fois musique, danse, marionnettes, illusionniste, jeux d'ombres et de masques et animation 3D. Le tout dans une mise en scène conceptuelle. On notera les participations du romancier David Mitchell, d'Adrian Noble, ancien directeur artistique et chef de la direction de la Royal Shakespeare Company, de Mark Henderson à la conception de l'éclairage et la compagnie italienne de théâtre d'ombres Controluce Teatro d'Ombre. Paul Kieve fut l'illusionniste, Basil Twist le marionnettiste, Sian Williams le directeur du mouvement et Jon Driscoll était à la conception de la vidéo et de la projection. Quelques mois auparavant, Kate s’est déplacée aux Pinewood Studios tourner une séquence prévue pour le show. Elle y est resté trois jours. Elle y fut filmée chantant And dream of sheep dans un réservoir rempli d'eau. Cette expérience lui coûta une légère hypothermie,.

## Le groupe
Les musiciens qui accompagnèrent Kate sur scène furent David Rhodes (guitare), Friðrik Karlsson (guitare, bouzouki, charango), John Giblin (basse, contrebasse), Jon Carin (claviers, guitare, chant, programmation), Kevin McAlea (claviers, accordéon, Uilleann pipes), Omar Hakim (batterie) et Mino Cinélu (percussions). Sandra Marvin, Jacqui DuBois, Jo Servi, Bob Harms occupèrent les rôles de choristes. De plus, les acteurs Ben Thompson, Stuart Angell, Christian Jenner, Jo Servi, Sean Myatt, Richard Booth, Emily Cooper, Lane Paul Stewart et Charlotte Williams furent impliqués dans l'aventure. Quant à Albert McIntosh (Bertie), le fils de la chanteuse, il intervint comme choriste et comme acteur.

## La liste des chansons
Act 1
1. "Lily"
2. "Hounds of Love"
3. "Joanni"
4. "Top of the City"
5. "Running Up that Hill (Extended)
6. "King of the Mountain" (Extended)

The Ninth Wave
1. Video Interlude – "And Dream of Sheep"
2. "Under Ice"
3. "Waking the Witch"
4. "Watching You Without Me"
5. "Jig of Life"
6. "Hello Earth"
7. "The Morning Fog"

Act 2
A Sky of Honey
1. "Prelude"
2. "Prologue" (extended)
3. "An Architect's Dream"
4. "The Painter's Link"
5. "Sunset"
6. "Aerial Tal"
7. "Somewhere in Between"  (extended)
8. "Tawny Moon"  (performed by Albert McIntosh)
9. "Nocturn"  (extended)
10. "Aerial"

Encore
1. "Among Angels"
2. "Cloudbusting"

## Les dates
| Date              | Pays        | Ville   | Site                               |        |
| Europe            | Europe      | Europe  | Europe                             | Europe |
| ----------------- | ----------- | ------- | ---------------------------------- | ------ |
| 26 Août 2014      | Royaume-Uni | Londres | HMV Hammersmith Apollo Hammersmith |        |
| 27 Août 2014      | Royaume-Uni | Londres | HMV Hammersmith Apollo Hammersmith |        |
| 29 Août 2014      | Royaume-Uni | Londres | HMV Hammersmith Apollo Hammersmith |        |
| 30 Août 2014      | Royaume-Uni | Londres | HMV Hammersmith Apollo Hammersmith |        |
| 2 Septembre 2014  | Royaume-Uni | Londres | HMV Hammersmith Apollo Hammersmith |        |
| 3 Septembre 2014  | Royaume-Uni | Londres | HMV Hammersmith Apollo Hammersmith |        |
| 5 Septembre 2014  | Royaume-Uni | Londres | HMV Hammersmith Apollo Hammersmith |        |
| 6 Septembre 2014  | Royaume-Uni | Londres | HMV Hammersmith Apollo Hammersmith |        |
| 9 Septembre 2014  | Royaume-Uni | Londres | HMV Hammersmith Apollo Hammersmith |        |
| 10 Septembre 2014 | Royaume-Uni | Londres | HMV Hammersmith Apollo Hammersmith |        |
| 12 Septembre 2014 | Royaume-Uni | Londres | HMV Hammersmith Apollo Hammersmith |        |
| 13 Septembre 2014 | Royaume-Uni | Londres | HMV Hammersmith Apollo Hammersmith |        |
| 16 Septembre 2014 | Royaume-Uni | Londres | HMV Hammersmith Apollo Hammersmith |        |
| 17 Septembre 2014 | Royaume-Uni | Londres | HMV Hammersmith Apollo Hammersmith |        |
| 19 Septembre 2014 | Royaume-Uni | Londres | HMV Hammersmith Apollo Hammersmith |        |
| 20 Septembre 2014 | Royaume-Uni | Londres | HMV Hammersmith Apollo Hammersmith |        |
| 23 Septembre 2014 | Royaume-Uni | Londres | HMV Hammersmith Apollo Hammersmith |        |
| 24 Septembre 2014 | Royaume-Uni | Londres | HMV Hammersmith Apollo Hammersmith |        |
| 26 Septembre 2014 | Royaume-Uni | Londres | HMV Hammersmith Apollo Hammersmith |        |
| 27 Septembre 2014 | Royaume-Uni | Londres | HMV Hammersmith Apollo Hammersmith |        |
| 30 Septembre 2014 | Royaume-Uni | Londres | HMV Hammersmith Apollo Hammersmith |        |
| 1 Octobre 2014    | Royaume-Uni | Londres | HMV Hammersmith Apollo Hammersmith |        |

## La réception critique
L'annonce du spectacle a généré un effet de surprise qui a remis en lumière la chanteuse et a créé un regain d’intérêt pour son œuvre et sa personne. En a résulté une forme de "Bushmania" qui a vu le jour. Un certain nombre de sites Web musicaux, de stations de radio et de journaux ont relayé l'information. Le site web de l'Anglaise a fini par planter en raison du nombre soudain de connexions et son nom a déferlé sur Twitter. Les 80 000 places se sont vendues en un quart d'heure. Dans la semaine précédant la première représentation, le New York Times a publié un article sur les fans de Kate prêts à voyager du monde entier pour assister au spectacle.
Le spectacle a été salué largement par la critique. The Evening Standard lui donna cinq étoiles sur cinq, en commentant: "[un] mélange extraordinaire d'idées magiques, de visuels époustouflants, d'attention aux détails et de musique remarquable, fait d'hier soir quelque chose à raconter aux petits-enfants". Alexis Petridis du  Guardian lui donna la même note, qualifiant le spectacle "une autre réalisation remarquable". Le magazine Q écrivit : "une nuit remplie de magie et de mystère, [...] un thriumphe incontesté". Les Inrocks faisant part d'une imagination sans limite de la part d'une des plus grandes énigmes de la pop anglaise.
Une semaine après le premier show, huit des albums de Kate figurèrent dans le Top 40 britannique, ce qui en fit la première artiste féminine de l'histoire à y parvenir.

## Les enregistrements
Quelques jours avant la première représentation, Kate demanda à ses fans de ne prendre aucune photo ni vidéo pendant les concerts, préférant établir un véritable lien avec eux. Malgré cela, sur dix dates, de nombreux spectateurs bravèrent l'interdit en enregistrant le son du concert. Les 16 et 17 septembre, certains spectateurs furent déplacés afin de laisser leurs sièges libres pour y installer du matériel d'enregistrement afin de capter le spectacle en vidéo. Finalement, en 2016 le spectacle Before The Dawn fut proposé sous forme de triple album CD (quadruple album vinyle),